# Adetus multifasciatus
Adetus multifasciatus là một loài bọ cánh cứng trong họ Cerambycidae.